# Leptoreodon
Leptoreodon es un pequeño género extinto de los Artiodactyla, de la familia Protoceratidae, endémico de Norteamérica en el Eoceno, que existió hace aproximadamente 40.2-33.9 millones de años.

## Taxonomía
Leptoreodon fue nombrado por Wortman (1898). Fue asignado a los Hypertragulidae por Peterson (1919); y a los Protoceratidae por Wortman (1898), Carroll (1988), Prothero (1998) y Prothero and Ludtke (2007).

## Morfología
Leptoreodon se asemejaba a un ciervo. A pesar de ello estaban más estrechamente emparentados con los camélidos. Además de tener unos cuernos en el lugar más habitual, los protocerátidos tenían cuernos adicionales en el rostro sobre la cavidad orbitaria.

### Masa corporal
Son cuatro los especímenes fósiles de Leptoreodon medidos por M. Mendoza, C. M. Janis, and P. Palmqvist.
- Espécimen 1: 12,5 kg (27,6 lb)
- Espécimen 2: 10,3 kg (22,7 lb)
- Espécimen 3: 9,5 kg (20,9 lb)
- Espécimen 3: 10,6 kg (23,4 lb)

## Distribución fósil
Han sido recuperados en:
- Formación Devil's Graveyard, condado de Brewster, Texas
- Condado de Webb, Texas[6]
- Swift Current Creek, Formación Cypress Hills, Saskatchewan